# Llei de Snell

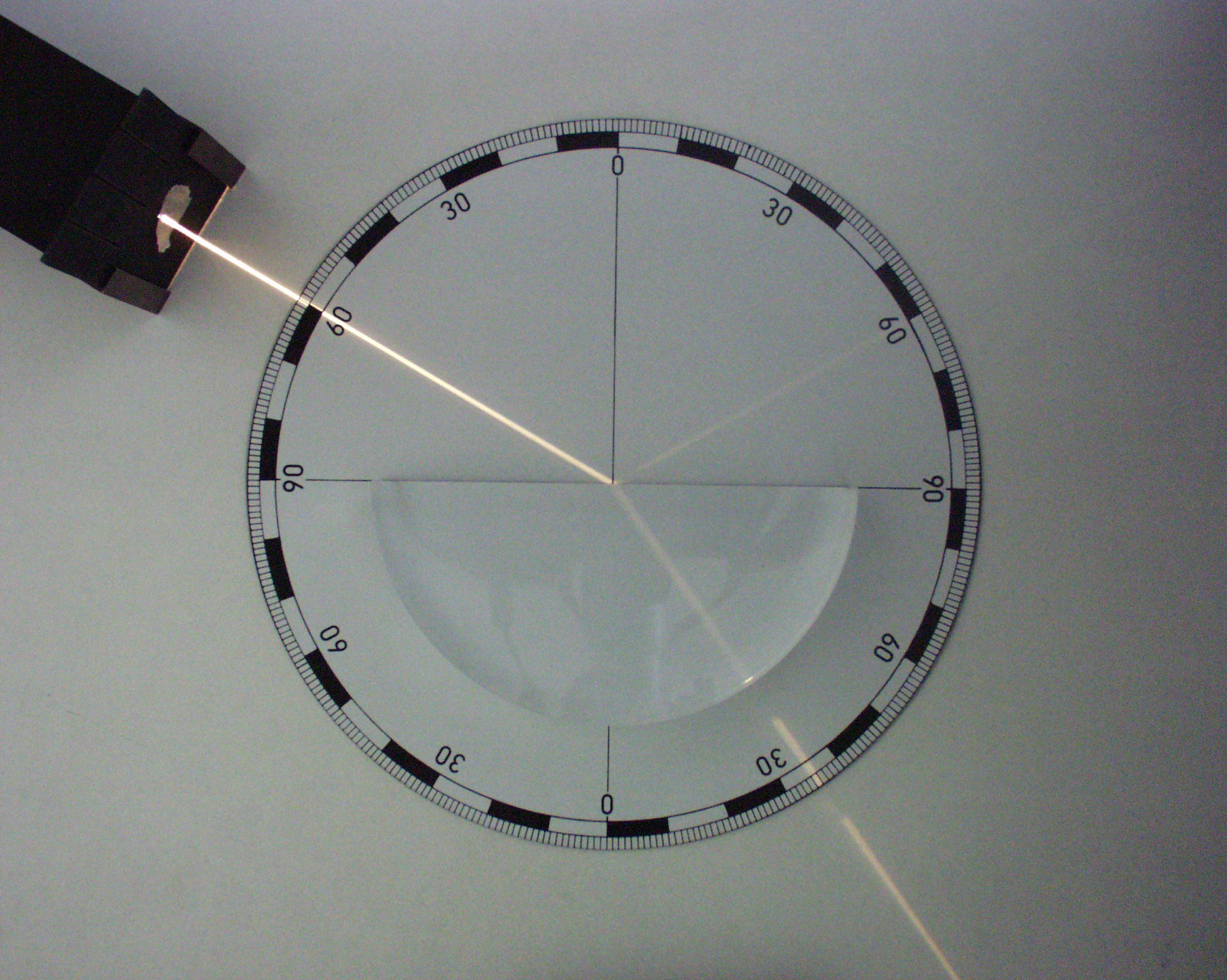
Refracció

La llei de Snell és una fórmula simple utilitzada per a calcular l'angle de refracció de la llum en travessar la superfície de separació entre dos medis de propagació de la llum (o qualsevol ona electromagnètica) amb índex de refracció diferent. El nom prové del seu descobridor, el matemàtic holandès Willebrord Snel van Royen (1580-1626). El seu nom llatinitzat és Snellius, i d'aquí que es vegi sovint amb dues eles.
La llei de Snell és molt utilitzada en molts casos.
Aquesta afirma que el producte de l'índex de refracció pel sinus de l'angle d'incidència és constant per a qualsevol raig de llum incidint sobre la separatriu de dos medis. Encara que la llei de Snell va ser formulada per explicar els fenòmens de refracció de la llum, es pot aplicar a tot tipus d'ones que travessen una superfície de separació entre dos medis en els quals la velocitat de propagació de l'ona variï.

## Descripció òptica

Una part de la llum incident es reflecteix en la frontera i l'altra part es transmet a l'altre medi. En el dibuix,.

Considerem dos medis caracteritzats per índexs de refracció {\displaystyle \scriptstyle {n_{1}}} i {\displaystyle \scriptstyle {n_{2}}} separats per una superfície S. Els raigs de llum que travessin els dos medis es refracta a la superfície variant la seva direcció de propagació depenent del radi entre els índexs de refracció {\displaystyle \scriptstyle {n_{1}}} i {\displaystyle \scriptstyle {n_{2}}}.
Per a un raig lluminós amb un angle d'incidència {\displaystyle \scriptstyle {\theta _{1}}} sobre el primer medi, angle entre la normal a la superfície i la direcció de propagació del llamp, tindrem que el raig es propaga en el segon medi amb un angle de refracció {\displaystyle \scriptstyle {\theta _{2}}} el valor del qual s'obté per mitjà de la llei de Snell.
{\displaystyle n_{1}\sin \theta _{1}=n_{2}\sin \theta _{2}\,}
Observeu que per al cas de {\displaystyle \scriptstyle {\theta _{1}=0}} (raigs incidents de manera perpendicular a la superfície) els raigs refractats emergeixen amb un angle {\displaystyle \scriptstyle {\theta _{2}=0}} per a qualsevol {\displaystyle \scriptstyle {n_{1}}} i {\displaystyle \scriptstyle {n_{2}}}.
La simetria de la llei de Snell implica que les trajectòries dels raigs de llum són reversibles. És a dir, si un raig incident sobre la superfície de separació amb un angle d'incidència {\displaystyle \scriptstyle {\theta _{1}}} es refracta sobre el medi amb un angle de refracció {\displaystyle \scriptstyle {\theta _{2}}}, llavors un raig incident en la direcció oposada des del medi 2 amb un angle d'incidència {\displaystyle \scriptstyle {\theta _{2}}} es refracta sobre el medi 1 amb un angle {\displaystyle \scriptstyle {\theta _{1}}}.
Una regla qualitativa per determinar la direcció de la refracció és que el raig en el medi de major índex de refracció s'acosta sempre a la direcció de la normal a la superfície. La velocitat de la llum en el medi de major índex de refracció és sempre menor.
La llei de Snell es pot derivar a partir del principi de Fermat, que indica que la trajectòria de la llum és aquella en la qual els raigs de llum necessiten menys temps per anar d'un punt a un altre. En una analogia clàssica proposada pel físic Richard Feynman, l'àrea d'un índex de refracció més baix és substituïda per una platja, l'àrea d'un índex de refracció més alt pel mar, i la manera més ràpida per a un socorrista a la platja de rescatar una persona que s'ofega al mar és recórrer el seu camí fins a aquesta a través d'una trajectòria que verifiqui la llei de Snell, és a dir, recorrent més espai pel medi més ràpid i menor en el medi més lent girant la seva trajectòria en la intersecció entre tots dos.

## Reflexió interna total

Quan l'angle d'incidència és major o igual a l'angle crític, la llum no pot refractar i es reflecteix totalment a la frontera. L'angle del dibuix corresponen a la frontera aire-aigua. els raigs dibuixats en verd estan en reflexió total.

Un raig de llum propagant en un medi amb índex de refracció {\displaystyle \scriptstyle {n_{1}}} incidint amb un angle {\displaystyle \scriptstyle {\theta _{1}}} sobre una superfície sobre un medi d'índex {\displaystyle \scriptstyle {n_{2}}} amb {\displaystyle \scriptstyle {n_{1}>n_{2}}} pot reflectir-se totalment a l'interior del medi de major índex de refracció. Aquest fenomen es coneix com a reflexió interna total o angle límit i es produeix per a angles d'incidència {\displaystyle \scriptstyle {\theta _{1}}} més grans que un valor crític el valor del qual és:
{\displaystyle \sin \theta _{c}={\frac {n_{2}}{n_{1}}}\,}
En la llei de Snell:
{\displaystyle n_{1}\sin \theta _{1}=n_{2}\sin \theta _{2}\,}
si {\displaystyle \scriptstyle {n_{1}\,>\,n_{2}}}, llavors {\displaystyle \scriptstyle {\theta _{2}>\theta _{1}}}. Això vol dir que quan {\displaystyle \scriptstyle {\theta _{1}}} augmenta, {\displaystyle \scriptstyle {\theta _{2}}} arriba a {\displaystyle \scriptstyle {\pi  \over 2}} radians (90 °) abans que {\displaystyle \scriptstyle {\theta _{1}}}. el raig refractat (o transmès) surt paral·lel a la frontera. Si {\displaystyle \scriptstyle {\theta _{1}}} augmenta encara més, com {\displaystyle \scriptstyle {\theta _{2}}} no pot ser més gran que {\displaystyle \scriptstyle {\pi  \over 2}}, no hi ha transmissió a l'altre medi i la llum es reflecteix totalment.
La reflexió és realment total (100%) i sense pèrdues. És a dir, millor que els miralls metàl·lics (plata, alumini) que només reflecteixen 96% de la potència lluminosa incident.

## Història
La llei de Snell va ser descoberta primer per Ibn Sahl al segle xiii, que la va utilitzar per resoldre les formes de les lents anaclàstiques (les lents que enfoquen la llum amb aberracions geomètriques). Va ser descoberta una altra vegada al segle xvi i enunciada novament al segle xvii, per Willebrord Snell i John Locke. En els països francòfons la llei de Snell es coneix com a "segona llei de contracció".